# Лалендорф
Лалендорф (њем. Lalendorf) општина је у њемачкој савезној држави Мекленбург-Западна Померанија. Једно је од 62 општинска средишта округа Гистров. Према процјени из 2010. у општини је живјело 3.297 становника. Посједује регионалну шифру (AGS) 13053048.

## Географски и демографски подаци
Лалендорф се налази у савезној држави Мекленбург-Западна Померанија у округу Гистров. Општина се налази на надморској висини од 34 метра. Површина општине износи 112,1 km². У самом мјесту је, према процјени из 2010. године, живјело 3.297 становника. Просјечна густина становништва износи 29 становника/km².

## Међународна сарадња
| Мјесто  | Држава | Врста сарадње | Од    |
| ------- | ------ | ------------- | ----- |
| Хојреби | Данска | партнерство   | 1994. |
| Извор   |        |               |       |